# Elecciones generales de Gabón de 1967
Las elecciones generales se llevaron a cabo en Gabón el 19 de marzo de 1967. A pesar de que el país nominalmente seguía siendo una democracia multipartidista, Léon M'Ba se presentó como candidato único y fue reelegido para un segundo mandato con el 100% de los votos, lo mismo que su partido, el Bloque Democrático Gabonés, que obtuvo todos los votos válidos, pues todos los partidos opositores boicotearon la elección. Léon M'Ba apenas llegó a ser juramentado, y moriría el 27 de noviembre de ese mismo año, llevando al poder a Omar Bongo, su vicepresidente. La participación electoral fue del 99.4%.

## Resultados

### Presidenciales
| Candidato                          | Partido                            | Votos   | %    |
| ---------------------------------- | ---------------------------------- | ------- | ---- |
| Léon M'ba                          | Bloque Democrático Gabonés         | 346.587 | 100  |
| Votos anulados                     | Votos anulados                     | 313     | –    |
| Total                              | Total                              | 346.900 | 100  |
| Votantes registrados/participación | Votantes registrados/participación | 348.942 | 99.4 |
| Fuente: Nohlen et al.              |                                    |         |      |

### Legislativas
| Partido                            | Votos   | %    | Escaños | +/– |
| ---------------------------------- | ------- | ---- | ------- | --- |
| Bloque Democrático Gabonés         | 346.587 | 100  | 47      | +16 |
| Votos anulados                     | 313     | –    | –       | –   |
| Total                              | 346.900 | 100  | 47      | 0   |
| Votantes registrados/participación | 348.942 | 99.4 | –       | –   |
| Fuente: Nohlen et al.              |         |      |         |     |